# Sole negli occhi (singolo)
Sole negli occhi è un singolo del cantautore pop rock italiano Riccardo Maffoni.
Il brano partecipa al Festival di Sanremo 2006, risultando vincitore nella Categoria Giovani, e viene inserito nella ristampa dell'album Storie di chi vince a metà.